# The Scarlet Hour
The Scarlet Hour is een Amerikaanse film noir uit 1956 onder regie van Michael Curtiz. In Nederland werd de film destijds uitgebracht onder de titel Schoten in de nacht.

## Verhaal
Pauline Nevins weet dat E.V. Marshall verliefd is op haar. Ze maakt daarvan misbruik door hem deel te laten nemen aan een juwelenoverval. Als daar iemand bij wordt gedood, is Marshall erg ontgoocheld en verward. Kathy Stevens, die verliefd is op Marshall, kan hem uit de nood helpen.

## Rolverdeling
| Acteur           | Personage            |
| ---------------- | -------------------- |
| Carol Ohmart     | Pauline Nevins       |
| Tom Tryon        | E.V. Marshall        |
| Jody Lawrance    | Kathy Stevens        |
| James Gregory    | Ralph Nevins         |
| Elaine Stritch   | Phyllis Rycker       |
| E.G. Marshall    | Commissaris Jennings |
| Edward Binns     | Brigadier Allen      |
| David Lewis      | Dr. Sam Lynbury      |
| Billy Gray       | Tom Rycker           |
| Jacques Aubuchon | Fay Boy              |
| Scott Marlowe    | Vince                |
| Johnstone White  | Tom Raymond          |
| James Stone      | Dean Franklin        |
| Maureen Hurley   | Mevrouw Lynbury      |
| James Todd       | Inspecteur Paley     |